# Вишни Хрушов
Вишни Хрушов (слч. Vyšný Hrušov) насељено је мјесто са административним статусом сеоске општине (слч. obec) у округу Хумење, у Прешовском крају, Словачка Република.

## Становништво
| Година:    | 1994. | 2004.   | 2014.   | 2024.   |
| ---------- | ----- | ------- | ------- | ------- |
| Број људи: | 446   | 467     | 489     | 459     |
| Разлика:   |       | +4,70 % | +4,71 % | -6,13 % |

| Година:    | 2023. | 2024.   |
| ---------- | ----- | ------- |
| Број људи: | 465   | 459     |
| Разлика:   |       | -1,29 % |

Према подацима о броју становника из 2024. године насеље је имало 459 становника.